# José Voltura
José Voltura fue un jugador de fútbol argentino. De contextura física pequeña, se destacó siempre como back izquierdo. Es el primer capitán campeón de Nueva Chicago y el tercer jugador con más presencias en el club de Mataderos (270 partidos).
Disputó un encuentro amistoso con la Selección Argentina el 2 de diciembre de 1923 frente a Brasil.

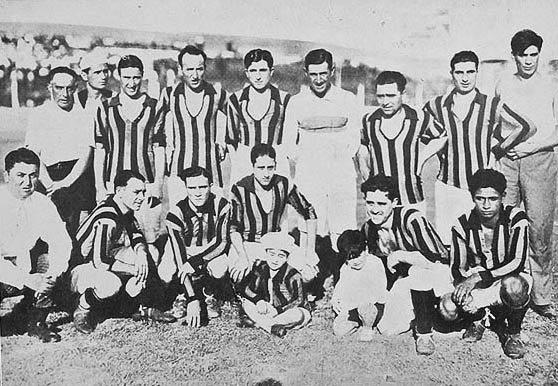
Equipo campeón de Primera B 1930. Parados: Cabanna, Locatti, Conci, García, Voltura y Capano.
Hincados: Villagra, González, Tedesco, Galeano y Mercado.

## Trayectoria
Voltura desarrolló casi la totalidad de su carrera en Nueva Chicago, siendo el tercer jugador con más presencias en el club con 270 partidos oficiales. Fue el capitán del equipo que logró el campeonato de Primera B en 1930.
Con el Torito de Mataderos fue pieza inamovible durante años y fue protagonista de una de las finales más polémicas del Fútbol Argentino, en el desempate con Huracán para definir al campeón de Primera División 1925.
En 1923 fue convocado por la Selección Argentina, de esta manera se convirtió en el primer defensor de la historia de Nueva Chicago en disputar un encuentro oficial con una selección mayor. También fue solicitado para formar parte de selecciones menores disputando otro amistoso más con un combinado representativo del país.

## Estadísticas
| Equipo                    | Año                       | Partidos | Goles |
| ------------------------- | ------------------------- | -------- | ----- |
| Nueva Chicago             | 1921-1932                 | 270      | 1     |
| Lanús                     | 1922                      | 2        | 0     |
| Vélez Sarsfield           | 1924                      | 2        | 0     |
| Liberal Argentino         | 1926                      | 1        | 0     |
| Total clubes              | Total clubes              | 275      | 1     |
| Selección Argentina       | 1923                      | 1        | 0     |
| Total Selección Argentina | Total Selección Argentina | 1        | 0     |
| Total carrera             | Total carrera             | 276      | 1     |

## Palmarés
| Título    | Club          | País      | Año  |
| --------- | ------------- | --------- | ---- |
| Primera B | Nueva Chicago | Argentina | 1930 |